# OBS - Cykellygte
|  | Denne artikel er oprettet af botten Steenthbot ud fra en ekstern database. Den kan derfor have sproglige fejl eller mangler. Denne skabelon kan fjernes efter kontrol af indholdet. |

OBS - Cykellygte er en dansk dokumentarfilm fra 1978 instrueret af Werner Hedman.

## Handling
OBS-film: Hærværk ved cykel, reparation og reflekser på tøj og cykel